# Pulex
Pulex é um gênero de pulgas. Compreende 7 espécies, entre as quais a pulga-do-homem, uma espéce actualmente cosmopolita. As restantes espécies estão confinadas à região neoártica e à região neotropical.